# Ungdomshuset

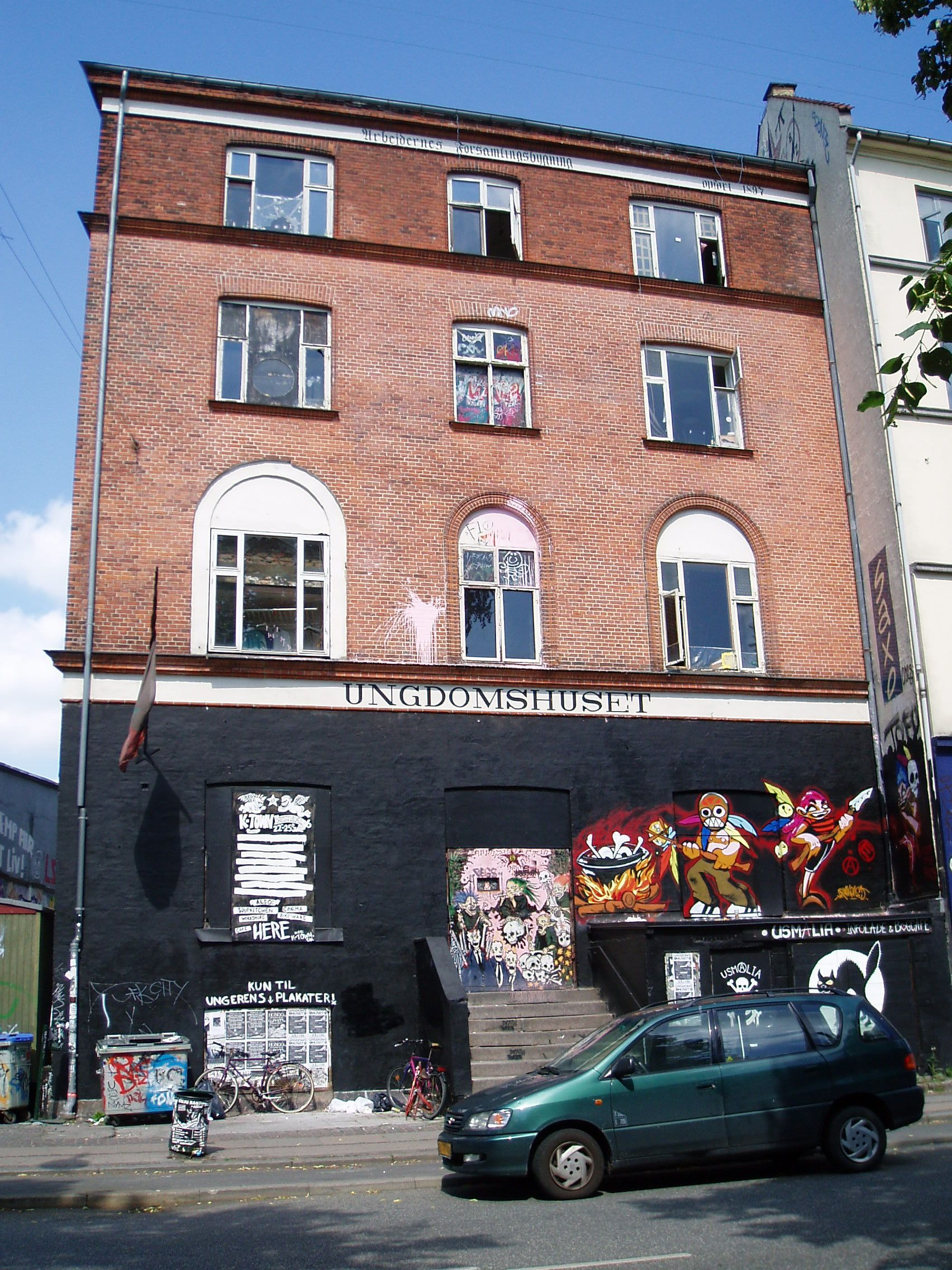
Ungdomhuset, vue de la rue, en 2006.

Ungdomshuset (littéralement : la maison des jeunes) était un squat de Copenhague (Danemark). Ce bâtiment était squatté par des activistes depuis 1982 (extrême gauche, mouvement autonome, DIY…), ce lieu servait également de scène underground et de centre d'organisation d'actions politiques et sociales. La police du Danemark a arrêté les squatteurs le 1er mars 2007 et pris le contrôle du bâtiment. La destruction du bâtiment a eu lieu quelques jours plus tard.

## Histoire
L'Ungdomshuset a été construit en 1897 dans le district Nørrebro : sa construction s'est terminée le 12 novembre 1897. Il servait alors de quartier général à un mouvement syndical et mutualiste danois. Il a notamment accueilli une Conférence de la Seconde Internationale en 1910 : la 2e Conférence internationale des femmes socialistes, durant laquelle Clara Zetkin lança l'idée de la journée internationale des femmes. Lénine et Rosa Luxemburg passèrent par ce bâtiment.
Au cours des années 1960, le bâtiment a été revendu au groupe de supermarchés coopératif Brugsen (en), qui l'a revendu en 1978 au groupe de musique Tingluti. Le délabrement des lieux a contraint ce groupe à le vendre à nouveau à la municipalité de Copenhague. En 1982, le bâtiment est attribué contre loyer à une association  qui en fait un centre de solidarité et d'activité sociale, après deux années de conflit. L'association fait état d'une moyenne de 500 visiteurs par mois dans les dernières années.
En 1999, la nouvelle municipalité décide sa fermeture, estimant que ses activités sont insuffisantes et que l'incendie de 1996 a rendu le bâtiment insalubre. Les projets de rénovation sont toutefois rejetés par les occupants. À partir de cette date, les relations entre la municipalité et les occupants de Ungdomshuset se dégradent rapidement, les projets de la municipalité étant suspectés de servir de prétexte à une éviction future des habitants. En ultime recours, le refus des occupants du bâtiment de payer le loyer contractuel permet à la municipalité de rompre le contrat qui la lie avec les occupants du bâtiment et de mettre ce dernier en vente.

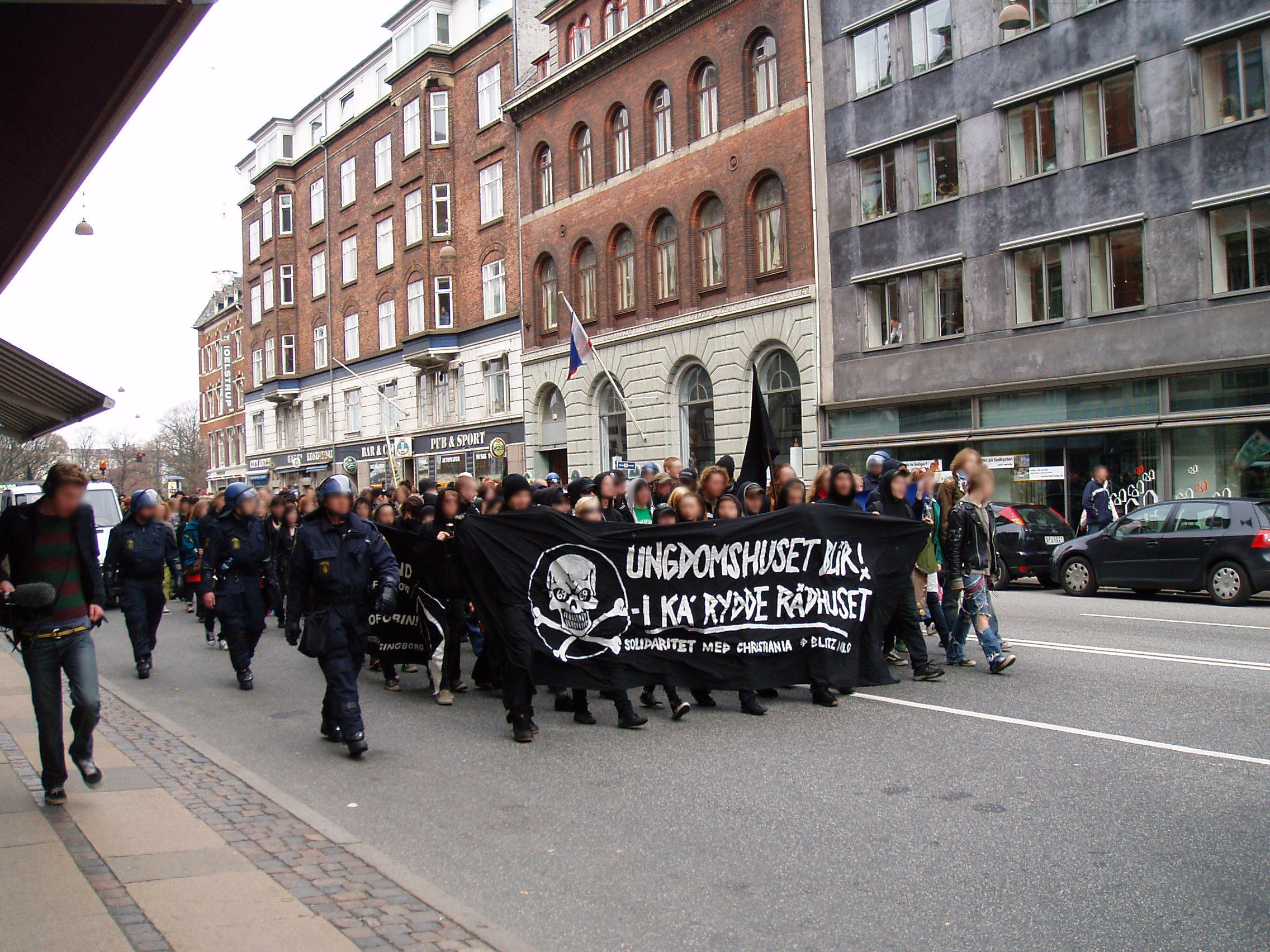
1 mai 2006 : manifestation des activistes d'Ungdomshuset devant la mairie de Copenhague. Traduction de l'inscription sur la bannière : Ungdomshuset reste ! Vous pouvez vider la mairie. Solidarité avec Christiania.

En 2000, le bâtiment est vendu par le conseil municipal à un groupe de grande distribution, puis revendu à une église évangélique fondamentaliste, Faderhuset, en 2001. Les occupants protestent de leur bon droit en arguant que la vente n'était pas autorisée par la loi danoise puisque le bâtiment était utilisé,,.
Le 15 décembre 2006, 5 000 personnes manifestent dans les rues de Copenhague pour soutenir Ungdomshuset.
Le lendemain, une manifestation réunit un Black Bloc de 500 personnes soutenant Ungdomshuset. Les manifestants, masqués et casqués (rendant la manifestation illégale), débordent les forces de l'ordre qui doivent ordonner la dispersion et faire usage de gaz lacrymogène, fait rare dans le pays. Le Black Bloc, quant à lui, utilise des feux d'artifice, de la peinture et des pavés et construit des barricades, parfois enflammées. La manifestation vire à l'émeute, des vitrines sont brisées et des magasins pillés. Avant la nuit, la police a procédé à 300 arrestations. La majorité des personnes interpelées sont relâchées le lendemain. Les soulèvements qui s'ensuivent sont parmi les plus violents depuis la Seconde Guerre mondiale  - notamment depuis ceux du 17 mai 1993 contre l'adhésion du Danemark à l'Europe, au cours desquels une centaine de policiers furent blessés tandis qu'ils tiraient à balles réelles sur la foule, faisant une dizaine de blessés civils .

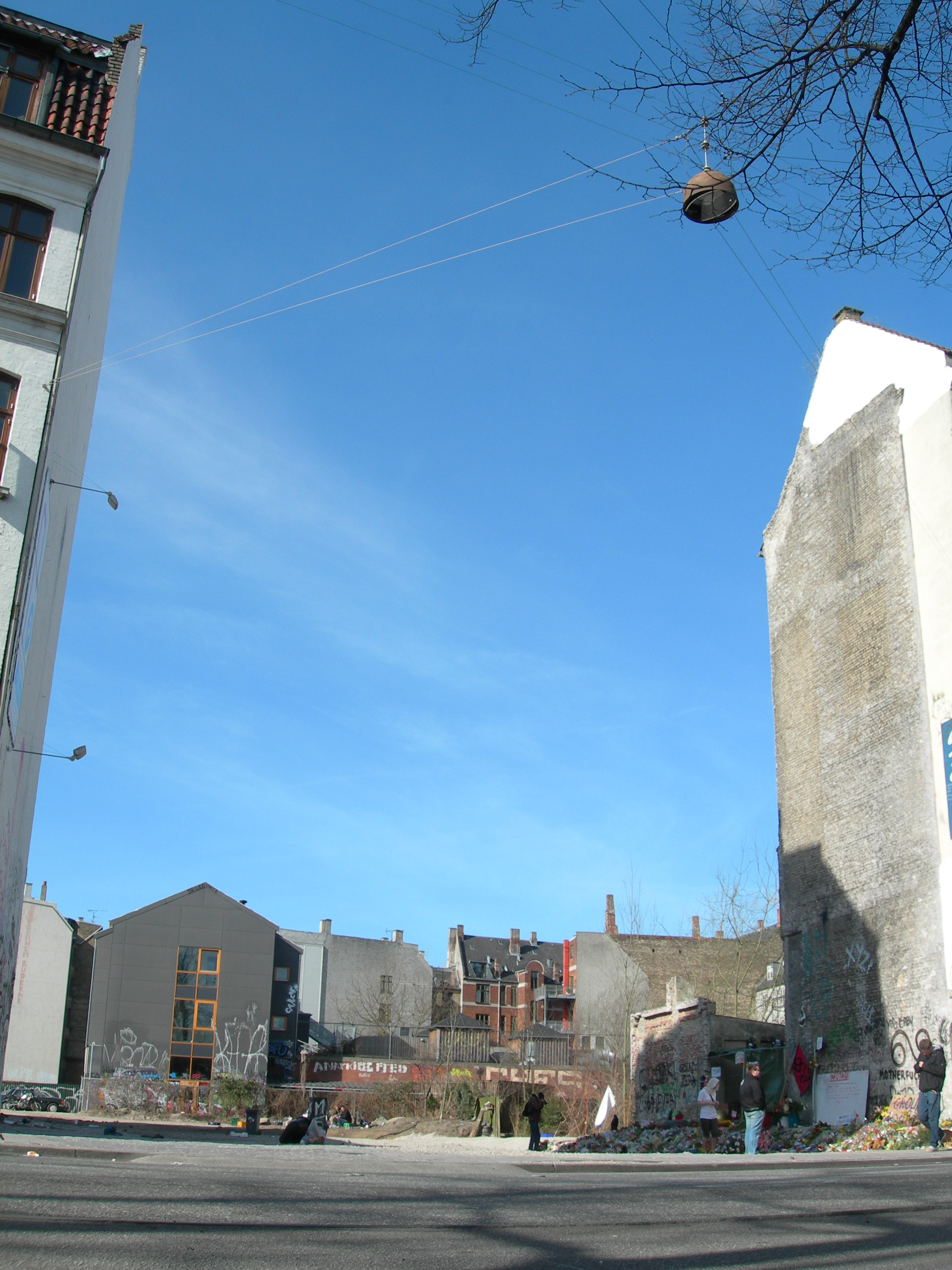
Le site après la destruction du bâtiment (14 mars 2007).

Le 1er mars 2007 au matin, les forces anti-terroristes danoises donnent l'assaut au bâtiment barricadé pour en évacuer les occupants. Deux hélicoptères dont un de combat sont mobilisés pour déposer des troupes sur le toit, à la suite de quoi d'autres unités sont hissées par un bras élévateur . Trente occupants d'Ungdomshuset et environ 217 autres personnes sont arrêtées . Le lendemain des manifestants demandant la récupération de Ungdomshuset et la police anti-émeute s'affrontent, une centaine de personnes sont arrêtées . Dans les nuits du 2, 3 et 4 mars, de violentes émeutes opposent les autonomes d'extrême-gauche, les anarchistes, divers sympathisants de la cause d'Ungdomshuset (les protestataires sont plusieurs milliers) et les forces de l'ordre danoises. Ces dernières procèderont à plus de 750 interpellations, comprenant des mineurs et environ 140 activistes étrangers (scandinaves, allemands, français, etc.). Des centaines de véhicules (dont plusieurs véhicules de police) ont brûlé dans les rues de Copenhague, et les émeutiers ont fait usage de cocktails molotov, de jets de pavés, ont érigé des barricades enflammées, tandis que la police faisait preuve d'une grande brutalité, utilisant notamment des véhicules pour renverser des manifestants. Bien que le porte-parole de la police danoise ait nié la présence d'unités actives venant d'autres pays d'Europe, il a reconnu que des policiers étrangers pouvaient avoir été présent en qualité d'observateurs. Le 5 mars 2007, des ouvriers au visage masqué commencent à détruire le bâtiment d'Ungdomshuset, avec l'appui d'un très grand nombre de policiers. Le nom du prestataire des travaux de démolition a lui aussi été dissimulé sur les engins de chantier. Dans les jours qui suivent, la police danoise a mené une opération de perquisition à grande échelle dans des domiciles privés et associatifs à la recherche d'éléments étrangers "dangereux", sans mandats. Les nombreuses arrestations ont conduit la police à vider partiellement un établissement de Copenhague de ses prisonniers de droit commun. Le 8 mars au cours d'une manifestation de soutien rassemblant plus de 3000 personnes, la police s'est livrée à des contrôles d'identité généralisés. Du 10 au 19 mars, Nørrebro et Christania ont été décrétées zones spéciales, où tout citoyen pouvait être fouillé et fiché, sans nécessité de soupçons.
Ces émeutes sont les plus violentes que le Danemark a connu depuis 1993 et les protestations qui avaient suivi l'adoption du Traité de Maastricht.

## Vidéographie
- Nikolaj Viborg, 69 (documentaire) (da), novembre 2008, voir en ligne.

Ce documentaire couvre les derniers instants du squat, des tentatives de négociation avec les acteurs politiques jusqu'à son évacuation par les forces anti-terroristes.
- Black Bloc, Tracks, Arte, 10 février 2005, voir en ligne.